# Дельгадо, Роджер
Роджер Сесар Мариус Бернар де Дельгадо Торрес Кастильо Роберто (англ. Roger Caesar Marius Bernard de Delgado Torres Castillo Roberto) (1 марта 1918 — 18 июня 1973) — английский актёр, наиболее известный благодаря его роли в качестве Первого Мастера в британском научно-фантастическом телесериале «Доктор Кто».

## Ранняя жизнь
Дельгадо родился в лондонском районе Уайтчепеле, в Ист-Энде. Дельгадо родился под звук колоколов лондонской церкви Сент-Мэри-ле-Боу. Позже его близкий друг Джон Пертви утверждал, что это сделало Дельгадо истинным кокни. Его мать была бельгийкой, а его отец был испанцем. Дельгадо учился в католической школе имени Кардинала Воэна.

## Карьера
Дельгадо экстенсивно работал на британской сцене и на ТВ, в кино и на радио. Он появился в 1955 году в телесериале BBC «Quatermass II», сыграл роль в военной драме «Battle of the River Plate» (1956) и обратил на себя общественное внимание Англии, когда играл испанского посланника Мендоса в ЦМТ Развлечения в серии «Сэр Фрэнсис Дрейк» (1961/62), после чего пользовался большим спросом у режиссёров; Дельгадо часто играл злодеев, появлялся во многих приключенческих сериалах на британском телевидении, в том числе «Чемпионы» (1969), «Опасный человек» (1961), «Святой» (1962, 1966) и «Рэндалл и Хопкирк» (1969). В общей сложности он 16 раз выступил в роли гостя в шоу ITC. Он также появился в «Мстителях» (1961, 1969), «Игра во власть» (1966) и «Crossfire» (1967).
Он начал сниматься в сериале «Доктор Кто» в конце 1970. Первое появление его героя произошло в январе 1971 в приключении «Terror of the Autons». Впоследствии он исполнял роль Мастера во многих сериях. С третьим Доктором, в том числе «The Mind of Evil», «The Claws of Axos», «Colony in Space», «The Dæmons», «The Sea Devils», «The Time Monster» и «Frontier in Space». История Мастера должна была закончиться в серии «The Final Game». Но серия не вышла и была переделана после внезапной смерти актёра. Лишь спустя некоторое время героя Дельгадо — Мастера вернули в сериал. С тех пор эту роль сыграли несколько актёров: Питер Пратт, Джеффри Биверс, Энтони Эйнли, Гордон Типпл, Дерек Джейкоби, Джон Симм, Мишель Гомес и Саша Дхаван.

## Личная жизнь и смерть
Дельгадо был женат на Кисмет Шахани с 1957 года до его смерти в 1973 году .
Роджер Дельгадо погиб в Турции, на съёмках своей первой комедийной роли в фильме «Колокол Тибета». Он разбился вместе с двумя турецкими техниками фильма, когда водитель не справился с управлением, и автомобиль, в котором ехал актёр, слетел с дороги в овраг. Он умер в 55 лет. Смерть Дельгадо была одной из причин ухода Джона Пертви из «Доктора Кто».

## Избранная фильмография
- 1952 — Убийство в Скотланд-Ярде / Murder at Scotland Yard
- 1953 — Сломанная подкова / The Broken Horseshoe
- 1953 — Рай капитана / The Captain’s Paradise
- 1953 — Кровавый апельсин / Blood Orange
- 1954 — Красавицы Сент-Тринианз / The Belles of St Trinian’s
- 1954 — Шторм над Нилом / Storm Over the Nile
- 1956 — Битва у Ла-Платы / The Battle of the River Plate
- 1957 — Мануэла / The Battle of the River Plate
- 1958 — Морская ярость / Sea Fury
- 1958 — Марк Финикса / Mark of the Phoenix
- 1959 — Первый человек в космосе / First Man into Space
- 1960 — Пески пустыни / Sands of the Desert
- 1961 — Певец без песни / The Singer Not the Song
- 1961 — Террор тайного общества / The Terror of the Tongs
- 1962 — Деревня дочерей / Village of Daughters
- 1962 — Дорога в Гонконг / The Road to Hong Kong
- 1962 — В поисках потерпевших кораблекрушение / In Search of the Castaways
- 1963 — Бегущий человек / The Running Man
- 1964 — Жарковато для июня / Hot Enough for June
- 1966 — Человек-бутерброд / The Sandwich Man
- 1967 — Саван мумии / The Mummy’s Shroud
- 1969 — Бюро убийств / The Assassination Bureau
- 1971—1973 — Доктор Кто / Doctor Who